# Lampropeltis elapsoides
Lampropeltis elapsoides (лат.) — неядовитая змея из семейства ужеобразных (Colubridae).

## Описание
Окраска молочных змей представляет собой яркий пример мимикрии, так как очень похожа на окраску ядовитых коралловых аспидов.

## Распространение
Ареал ограничен штатами на восточном побережье от Флориды до Нью-Джерси. Животное активно ночью, обитает на земле. Животное предпочитает немного влажные места обитания вплоть до высоты 2450 м над уровнем моря.

## Питание
Питается мелкими млекопитающими, ящерицами, змеями и земноводными. Змея фиксирует своим укусом добычу, а затем обвивает её, при этом циркуляция воздуха и крови у жертвы блокируется. Мелкая добыча, такая как детёныши крыс и мышей, проглатываются живьём.

## Размножение
После успешного спаривания змея откладывает от 2 до 9 яиц. С мая по август появляются детёныши, размером от 7,6 до 8,8 см.